# خوان اوغستو سالديفار
خوان اوغستو سالديفار هي مديرية في باراغواي، تقع في الإدارة المركزية، بلغ عدد سكانها 37,374 نسمة، تبلغ مساحتها 37 كيلومتر مربع.

## أعلام
- كريستيان ريفيروس